# Disastro della stazione di Couronnes
Il disastro della stazione di Couronnes fu un incidente ferroviario accaduto sulla rete metropolitana di Parigi (Francia) il 10 agosto 1903, presso la stazione di Couronnes, allorché l'incendio sviluppatosi a bordo di un convoglio causò 84 vittime.
L'incidente è la peggiore tragedia mai accaduta sul metrò parigino.

## I fatti
Il 10 agosto 1903, nell'orario di massimo affollamento della linea 2 del metrò di Parigi (Dauphine-Nation, di recente inaugurazione), un cortocircuito fece sprigionare un incendio su un treno diretto a Nation in sosta alla fermata Barbès. Il convoglio fu evacuato rapidamente e le fiamme vennero circoscritte.
Per non causare rallentamenti sulla linea, il treno vuoto fu agganciato al convoglio successivo (a sua volta evacuato) affinché fosse spinto fino al capolinea di Nation. Ma, durante il transito alla stazione Ménilmontant, il fuoco riprese a divampare, allargandosi notevolmente. Contemporaneamente, un altro convoglio diretto a Nation, con circa 300 passeggeri a bordo (alcuni dei quali erano stati evacuati dai summenzionati treni) raggiunse la stazione Couronnes, che precedeva Ménilmontant. Avvertito dell'incendio, il macchinista arrestò il treno ed ordinò ai passeggeri di scendere ed uscire dalla stazione.
Allorché i passeggeri furono sbarcati sulla banchina di Couronnes, alcuni di essi iniziarono ad invocare il rimborso del biglietto. Al diniego del macchinista (che non sapeva come comportarsi), iniziarono a protestare vivacemente, rifiutandosi di lasciare la banchina.

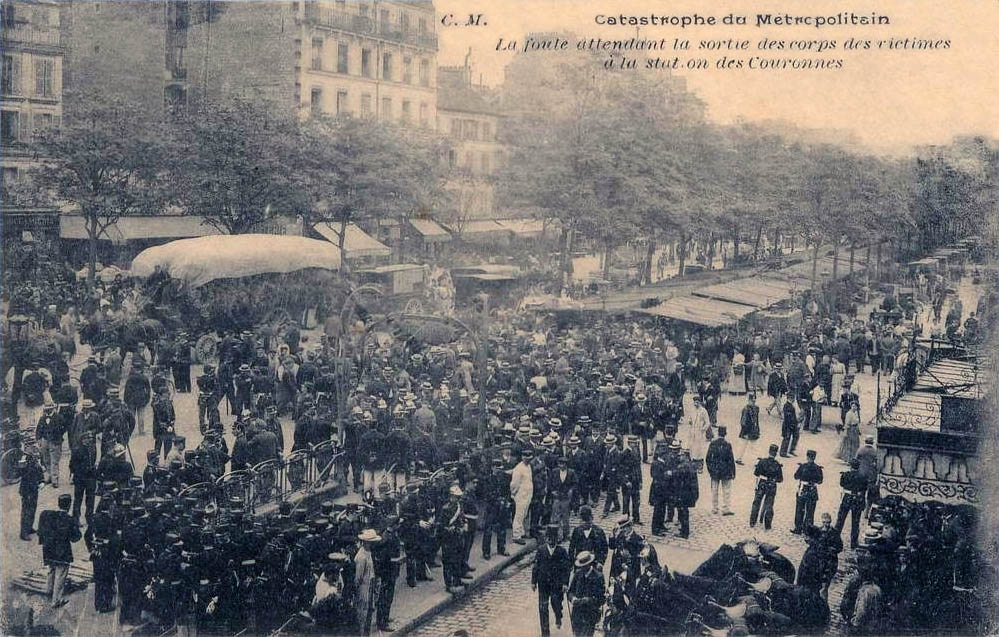
La folla radunatasi all'esterno della stazione alla notizia del disastro, in una fotografia dell'epoca

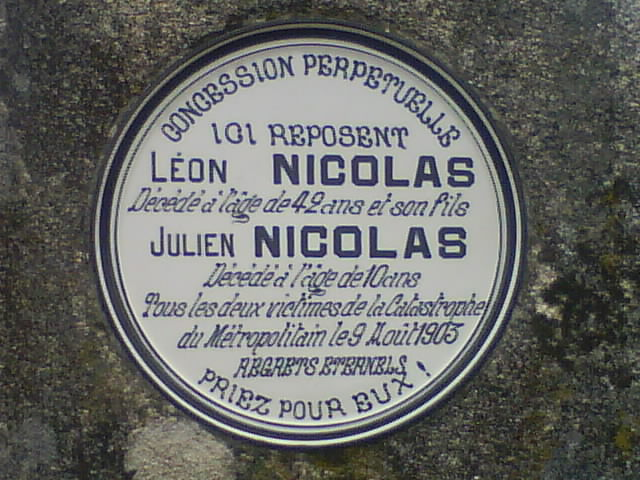
La tomba di due vittime del disastro, presso il cimitero di Châlus

Frattanto, il fumo sprigionato dall'incendio, che ormai aveva invaso la stazione Ménilmontant, iniziò a propagarsi nel tunnel, raggiungendo in breve anche la fermata Couronnes. Al contempo, il personale, tentando di limitare l'estensione dell'incendio, decise di interrompere la corrente, facendo spegnere la luce nella galleria. Nell'oscurità i passeggeri, presi dal terrore, si accalcarono verso l'altra estremità della stazione, ben lontana dalle uscite, trovandosi intrappolati in un vicolo cieco.
Nel giro di qualche ora, i pompieri di Parigi irruppero nella stazione, ove rinvennero 84 cadaveri, morti per asfissia, ammassati l'uno sull'altro.

## Conseguenze
Le indagini si focalizzarono sul materiale rotabile in uso a quel tempo sulla rete (noto come M1). Si trattava de facto di convogli affini a quelli tranviari di superficie, dunque poco adatti ad operare sottoterra: avevano struttura in legno, e molte apparecchiature elettriche stavano praticamente a contatto con le casse delle carrozze, che potevano dunque prendere fuoco con grande facilità. La riflessione che ne scaturì accelererà lo sviluppo dei nuovi e più moderni treni Sprague-Thomson.
Nell'immediatezza, i treni esistenti furono modificati: la cabina di guida fu rivestita in ferro già entro la fine del 1903 e nel 1906 tutta la cassa divenne metallica.
Altro dettaglio non da poco era l'apparato elettrico delle linee: l'illuminazione delle stazioni e l'alimentazione dei treni dipendevano dallo stesso cablaggio. Ciò aveva comportato, come già detto, l'inconveniente dell'interruzione dell'illuminazione all'interno della galleria, allorché il personale staccò la corrente per limitare il fuoco, causando panico e confusione tra la folla. Si decise quindi di separare i due impianti elettrici, uno per la trazione dei treni, l'altro per l'illuminazione dei tunnel. Si provvide altresì a segnalare le uscite con dei cartelli luminosi, a sezionare i circuiti elettrici e a proteggerli con fusibili, al fine di limitare e circoscrivere i possibili blackout.